# UFC Fight Night: Waterson vs. Hill
UFC Fight Night: Waterson vs. Hill（ユーエフシー・ファイト・ナイト・ウォーターソン・バーサス・ヒル、別名UFC Fight Night 177、UFC on ESPN+ 35）は、アメリカ合衆国の総合格闘技団体「UFC」の大会の一つ。2020年9月12日、ネバダ州ラスベガスのUFC APEXで開催された。

## 大会概要
本大会ではミシェル・ウォーターソンとアンジェラ・ヒルの女子ストロー級戦が組まれた。

## 試合結果

### プレリミナリーカード
第1試合 女子フライ級 5分3R
○  サビーナ・マゾ vs.  ジャスティン・キッシュ ×
3R 3:57 リアネイキドチョーク
第2試合 ウェルター級 5分3R
○  ブライアン・バーバリーナ vs.  アンソニー・アイビー ×
3R終了 判定3-0（30-27、30-27、29-28）
第3試合 165ポンド契約 5分3R
○  ジェイリン・ターナー vs.  ブロク・ウィーバー ×
2R 4:20 リアネイキドチョーク
第4試合 ヘビー級 5分3R
○  アレクサンドル・ロマノフ vs.  ロッキー・マルティネス ×
2R 4:22 肩固め
第5試合 ライト級 5分3R
○  ケビン・クルーム vs.  ルーズベルト・ロバーツ ×
1R 0:31 ギロチンチョーク
第6試合 女子バンタム級 5分3R
○  シジャラ・ユーバンクス vs.  ジュリア・アビラ ×
3R終了 判定3-0（29-27、29-27、29-27）

### メインカード
第7試合 フェザー級 5分3R
○  ビリー・クアランティーロ vs.  カイル・ネルソン ×
3R 0:07 KO（右ストレート）
第8試合 ライト級 5分3R
○  ボビー・グリーン vs.  アラン・パトリック ×
3R終了 判定3-0（30-27、30-27、30-27）
第9試合 ライトヘビー級 5分3R
○  エド・ハーマン vs.  マイク・ロドリゲス ×
3R 2:41 キムラロック
第10試合 女子フライ級 5分3R
○  ロクサン・モダフェリ vs.  アンドレア・リー ×
3R終了 判定3-0（29-28、29-28、29-28）
第11試合 ライト級 5分3R
○  オットマン・アツァイター vs.  カーマ・ワーシー ×
1R 1:33 TKO（左フック→パウンド）
第12試合 女子ストロー級 5分5R
○  ミシェル・ウォーターソン vs.  アンジェラ・ヒル ×
5R終了 判定2-1（47-48、49-46、48-47）

### 各賞
ファイト・オブ・ザ・ナイト：ミシェル・ウォーターソン vs. アンジェラ・ヒル
パフォーマンス・オブ・ザ・ナイト：オットマン・アツァイター、ケビン・クルーム
各選手にはボーナスとして5万ドルが授与された。

### カード変更
負傷などによるカードの変更は以下の通り。